# Síndrome de Gerstmann
La síndrome de Gerstmann és una malaltia rara neurològica, de possible causa vascular que afecta lòbul parietal i que es caracteritza per la tètrada:
- Agrafia: dificultat en l'expressió d'idees per l'escriptura.
- Agnòsia digital: impossibilitat de reconèixer els dits de les mans.
- Acalcúlies: impossibilita de realitzar operacions aritmètiques simples.
- Desorientació dreta-esquerra.

## Etiologia
Si es diagnostica aquesta síndrome aïllada, sense detectar altres afàsies, és habitualment degut a una lesió del lòbul parietal inferior (especialment de la circumval·lació angular) de l'hemisferi cerebral esquerre.